# Северная стена
«Северная стена» (нем. Nordwand) — кинофильм совместного производства Германии, Австрии и Швейцарии 2008 года. В основе фильма лежат события 1936 года, когда четверо альпинистов погибли, покоряя северную стену горы Айгер в Альпах. Премьера состоялась 9 августа 2008 года на Международном кинофестивале в Локарно.

## Сюжет
1936 год. В швейцарских Альпах две конкурирующие команды альпинистов пытаются покорить северную стену Айгера. Первыми идут Тони и Андреас, двое друзей из Берхтесгадена. Ради восхождения на Айгер, они получили в армии увольнительные под предлогом предстоящей женитьбы Тони, а Андреас должен быть свидетелем на свадьбе. Следом за ними идут австрийцы Вилли Ангерер и Эдди Райнер. Вскоре, обе пары объединяют свои усилия и уже вчетвером продолжают восхождение, за которым, затаив дыхание, наблюдают репортёры, в числе которых подруга детства Тони и Андреаса, Луиза.

## В ролях
- Бенно Фюрман — Тони Курц
- Флориан Лукас — Андреас Хинтерштойсер
- Симон Шварц — Вилли Ангерер
- Георг Фридрих — Эдуард «Эдди» Райнер
- Йоханна Вокалек — Луиза Фелльнер
- Ульрих Тукур — Генрих Арау

## Награды и номинации
Список наград приведён в соответствии с данными IMDb
| Год  | Премия                    | Категория                  | Имя             | Результат |
| ---- | ------------------------- | -------------------------- | --------------- | --------- |
| 2008 | премия «Бэмби»            | Лучший актёр               | Бенно Фюрман    | Номинация |
| 2008 | Art Cinema Award          | Лучший режиссёр            | Филипп Штольцль | Номинация |
| 2009 | German Film Award in Gold | Лучшая операторская работа | Коля Бранд      | Победа    |

## Интересные факты
- Симон Шварц и Бенно Фюрман уже играли вместе в фильме «Анатомия».